# Табадякова, Мария Ермешевна
Мария Ермешевна Табадякова — советский колхозный и государственный деятель, зоотехник колхоза «Кызыл Мааны» Кош-Агачского района Горно-Алтайской автономной области. Депутат Верховного Совета СССР 4-го созыва (1954—1958).
С февраля 1953 года — зоотехник колхоза «Кызыл Мааны» Кош-Агачского района. Занималась в колхозе организацией сельскохозяйственного производства и селекционной работой. Восстановила оросительную колхозную оросительную систему, в результате чего с каждого гектара было собрано в среднем по 20 центнеров сена на участке площадью 25 гектаров. По её инициативе в колхозе была отобрана для селекции племенная отара из шестисот овец с шерстью первого и второго класса. Открыла в колхозе пункт искусственного осеменения крупного рогатого скота. С осени 1953 года — зоотехник лугомелиоративной станции в этом же колхозе. В результате её деятельности колхоз в 1953 году перевыполнил план по развитию животноводства. Благодаря её деятельности колхоз увеличил денежный доход более чем в два раза.
Участвовала во Всесоюзной выставке ВДНХ, где была награждена серебряной медалью.
5 марта 1954 года была выдвинута и 14 марта 1954 года избрана в депутаты Верховного Совета СССР 4-го созыва по Онгудайскому избирательному округу.
Позднее проживала в Чемальском районе.